# Gransjön (Hällestads socken, Östergötland)
Gransjön är en sjö i Finspångs kommun i Östergötland och ingår i Motala ströms huvudavrinningsområde. Sjöns area är 0,018 kvadratkilometer och den är belägen 57 meter över havet.